# Catherine Maire
Catherine Maire, née le 1er mars 1955, est une historienne et universitaire française, chercheuse au CNRS, spécialiste d'histoire religieuse et politique des XVIIe et XVIIIe siècles pour les doctrines théologiques du jansénisme et du gallicanisme.

## Biographie
D'origine genevoise, Catherine Maire effectue sa scolarité au collège Voltaire et poursuit son parcours à l'université de Genève auprès des professeurs Jean Starobinski (1920-2019) et Bronisław Baczko (1924-2016),. Continuant sa quête de connaissance, elle présente, en 1995, une thèse intitulée : De la cause de Dieu à la cause de la Nation : le jansénisme au XVIIIe siècle, pour un doctorat en histoire sous la direction de Jacques Revel à l'école des hautes études en sciences sociales (EHESS),.
Chargée de recherches au CNRS, Catherine Maire est historienne et membre statutaire du Centre d'études sociologiques et politiques Raymond Aron (CESPRA) de l'EHESS.
Spécialiste du jansénisme au XVIIIe siècle, ses recherches actuelles portent sur le gallicanisme, en particulier sur ses développements dans la seconde moitié du XVIIIe siècle. Elle s'est intéressée particulièrement au rôle du jansénisme dans les origines intellectuelles et religieuses de la Révolution française, non sans s'opposer aux idées de Dale K. Van Kley sur le sujet. Son dernier livre consacré au gallicanisme et intitulé l'Église dans l’État, montre  comment l’inclusion est devenue source de nouvelles divisions. Les grandes controverses qui se sont succédé dans le sillage de l'affaire de la bulle Unigenitus, autour des biens ecclésiastiques, des refus de sacrements, de l’état civil des protestants ou de l’expulsion des jésuites font ressortir les enjeux de la recherche d’un impossible équilibre entre les libertés religieuses et les nécessités politiques, idéal gallican par excellence. Elles constituent le terreau où s’enracine la pensée des philosophes des Lumières ainsi que les solutions provisoires de l'édit de Tolérance et de la Constitution civile du clergé.

## Publications

### Ouvrages
- Les Possédées de Morzine (1857-1873), Lyon, Presses universitaires de Lyon, 1981, 134 p., 21 cm (ISBN 2-7297-0107-9 et 2-4023-1690-X, OCLC 300380069, BNF 34663260, SUDOC 000431672, présentation en ligne, lire en ligne ).
- Les Convulsionnaires de Saint-Médard. Miracles, convulsions et prophéties à Paris au XVIIIe siècle, Paris, Gallimard / Julliard, coll. « Archives », 1985, 267 p., 19 cm (ISBN 2-07-070314-2, OCLC 299396171, BNF 34776164, SUDOC 000846899, présentation en ligne)[9].
- De la cause de Dieu à la cause de la Nation. Le jansénisme au XVIIIe siècle, Paris, Gallimard, coll. « Bibliothèque des histoires », 1998, 710 p., 23 cm (ISBN 2-07-074510-4, OCLC 708350708, BNF 36968984, SUDOC 004362284, présentation en ligne)[10].
- L'Église dans l'État : politique et religion dans la France des Lumières, Paris, Gallimard, coll. « Bibliothèque des Histoires », 2019, 500 p., 23 cm (ISBN 2-07-285876-3 et 978-2-07-285876-5, OCLC 1127394935, BNF 45835563, SUDOC 240463129, présentation en ligne, lire en ligne )

### Directrice de publication
- Jansénisme et Révolution : actes du colloque de Versailles tenu au Palais des Congrès les 13 et 14 octobre 1989, Paris, Bibliothèque Mazarine, coll. « Chroniques de Port-Royal, no 39 », 1990, 290 p., 24 cm (OCLC 489654340, BNF 35250514, SUDOC 001942093, présentation en ligne)[11].
- Catherine Maire et Bernard Hours, organisateurs de la réunion : Centre d'anthropologie religieuse européenne (Paris) et l'Institut d'histoire du christianisme (Lyon), « Catholicisme et bourgeoisie. Retour sur les Origines de l'esprit bourgeois en France de Bernard Groethuysen » (Acte de congrès), Cahiers du centre de recherches historiques, Paris, OpenEdition Journals, no 32,‎ 2003 (ISSN 0990-9141, OCLC 496606101, SUDOC 080581374, lire en ligne, consulté le 23 novembre 2022).
- Pierre-Antoine Fabre (dir.) et Catherine Maire (dir.), Centre d'anthropologie religieuse européenne de l'EHESS et l'École française de Rome, Les Antijésuites. Discours, figures et lieux de l’antijésuitisme à l'époque moderne (Issu de deux rencontres organisées en mai et juin 2003 à Paris et Rome), Rennes, Presses universitaires de Rennes (réimpr. 2019) (1re éd. 2010), 643 p., 24 cm (ISBN 978-2-7535-1016-6 et 2-7535-6714-X, OCLC 690743548, BNF 42162467, SUDOC 143157558, présentation en ligne, lire en ligne )[12].
- Catherine Maire, Bernard Bourdin et Patrice Gueniffey dir., Le gallicanisme, une singularité française?, Les éditions du Cerf (8 juin 2023)

## Distinctions
- 1998 : Prix du Budget Académie des sciences morales et politiques[réf. nécessaire] ;
- 2020 : Prix Guizot Institut de France pour l'ouvrage : L'église dans l'État[8],[13].

### Biographie
- Catherine Maire, « Discours d'allocution pour la cérémonie de remise du Prix François Guizot - Institut de France » [PDF], sur guizot.com, 5 octobre 2020 (consulté le 23 novembre 2022), p. 6. .
- Dominique Julia, « compte-rendu de Catherine Maire, L’Église dans l’État. Politique et religion dans la France des Lumières, Paris, Gallimard, 2019, », Revue d’histoire moderne & contemporaine,‎ 2020/4 (n° 67-4), p.161_164 (lire en ligne)
- Dominique Julia, « « Les ruines de Port-Royal ou la résistance transfigurée », note critique relative au

livre de Catherine Maire, De la cause de Dieu à la cause de la nation. Le jansénisme
au XVIIIe siècle, (Paris, Gallimard, 1998), », Critique, n° 615-616, août-septembre 1998,
p. 564-590.,‎ 1998